# Deilephila
Deilephila (лат.) — род бабочек из семейства Бражники.

## Общая характеристика
Взрослые особи очень похожи на представителей родственного и более крупного рода Hyles. Однако ресницы у них гораздо отчетливее, а многочисленные шипы на брюшке менее сильно хитинизированы. Откладывают блестящие бледно-зеленые яйца. Облик гусениц нетипичен для бражников: рог на концевом сегменте менее выражен, чем обычно, а у некоторых видов отсутствует. Сегменты головы и груди могут втягиваться в первый и второй сегменты брюшка, которые затем кажутся увеличенными и на них появляются глазные пятна.
Гусеницы питаются преимущественно растениями семейств Onagraceae и Rubiaceae.

## Виды
Род включает в себя около 4 палеарктических вида:
- Deilephila askoldensis (Oberthür, 1879)
- Deilephila elpenor (Linnaeus, 1758)
- Deilephila porcellus (Linnaeus, 1758)
- Deilephila rivularis (Boisduval, 1875)

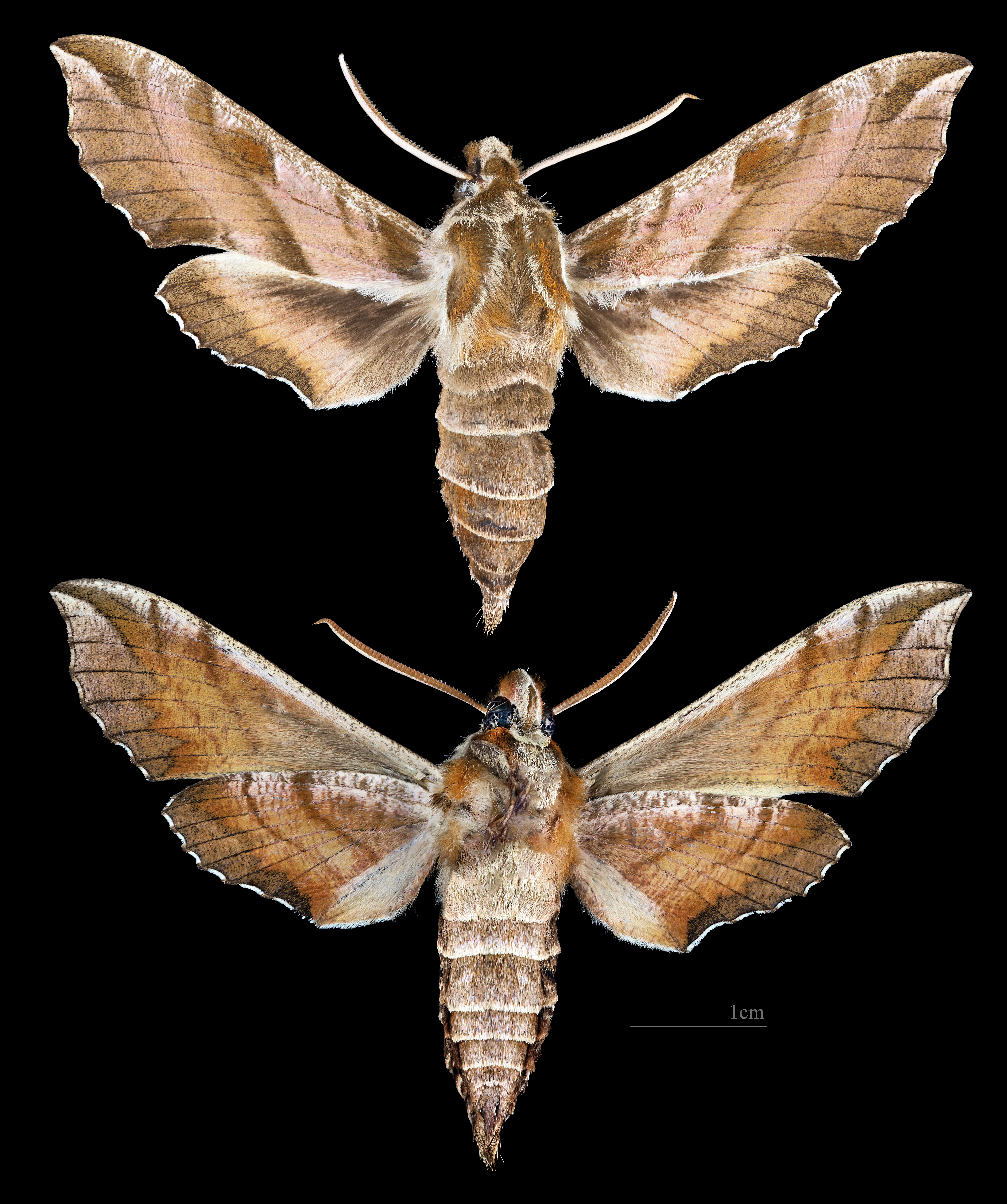
Deilephila askoldensis
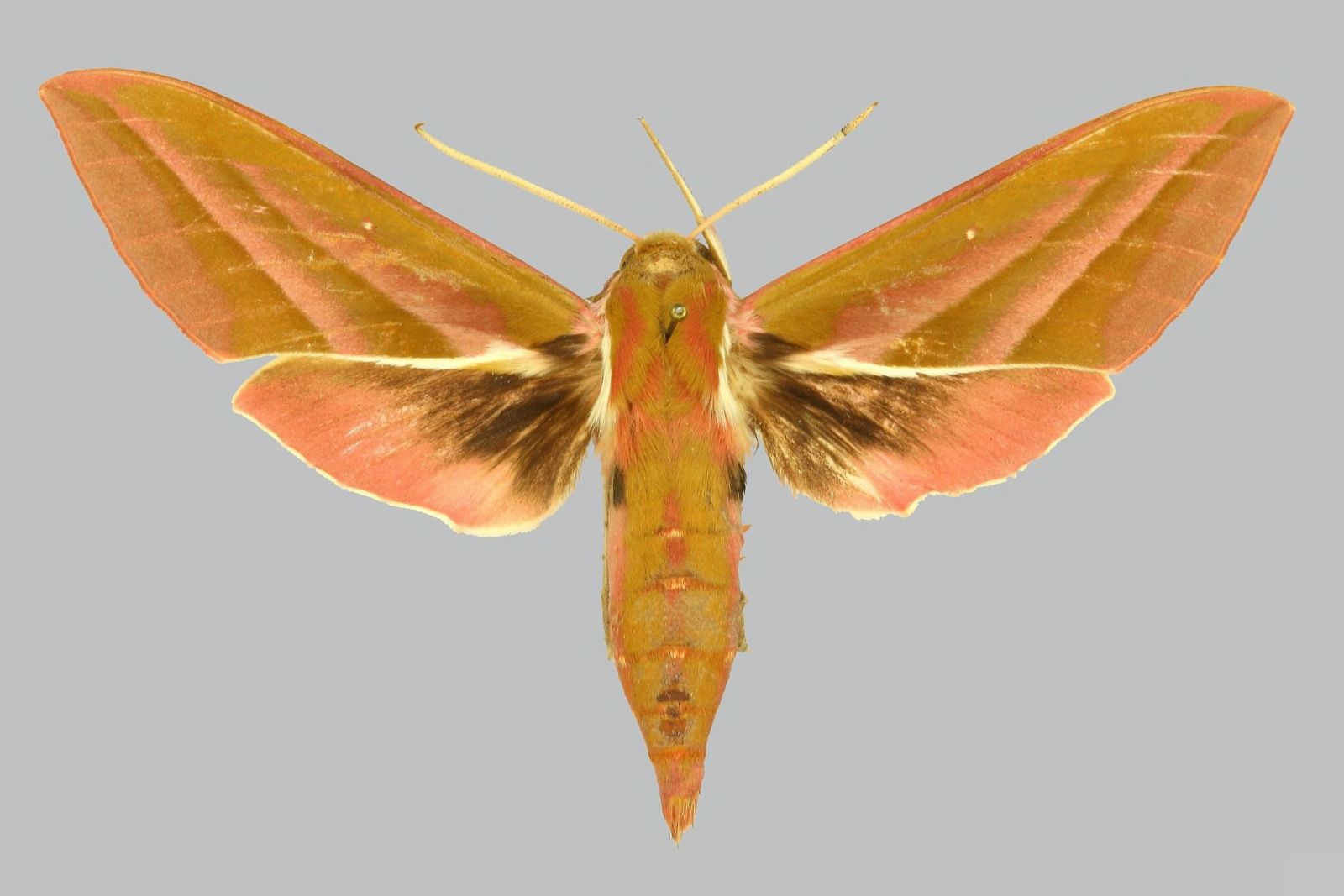
Deilephila rivularis
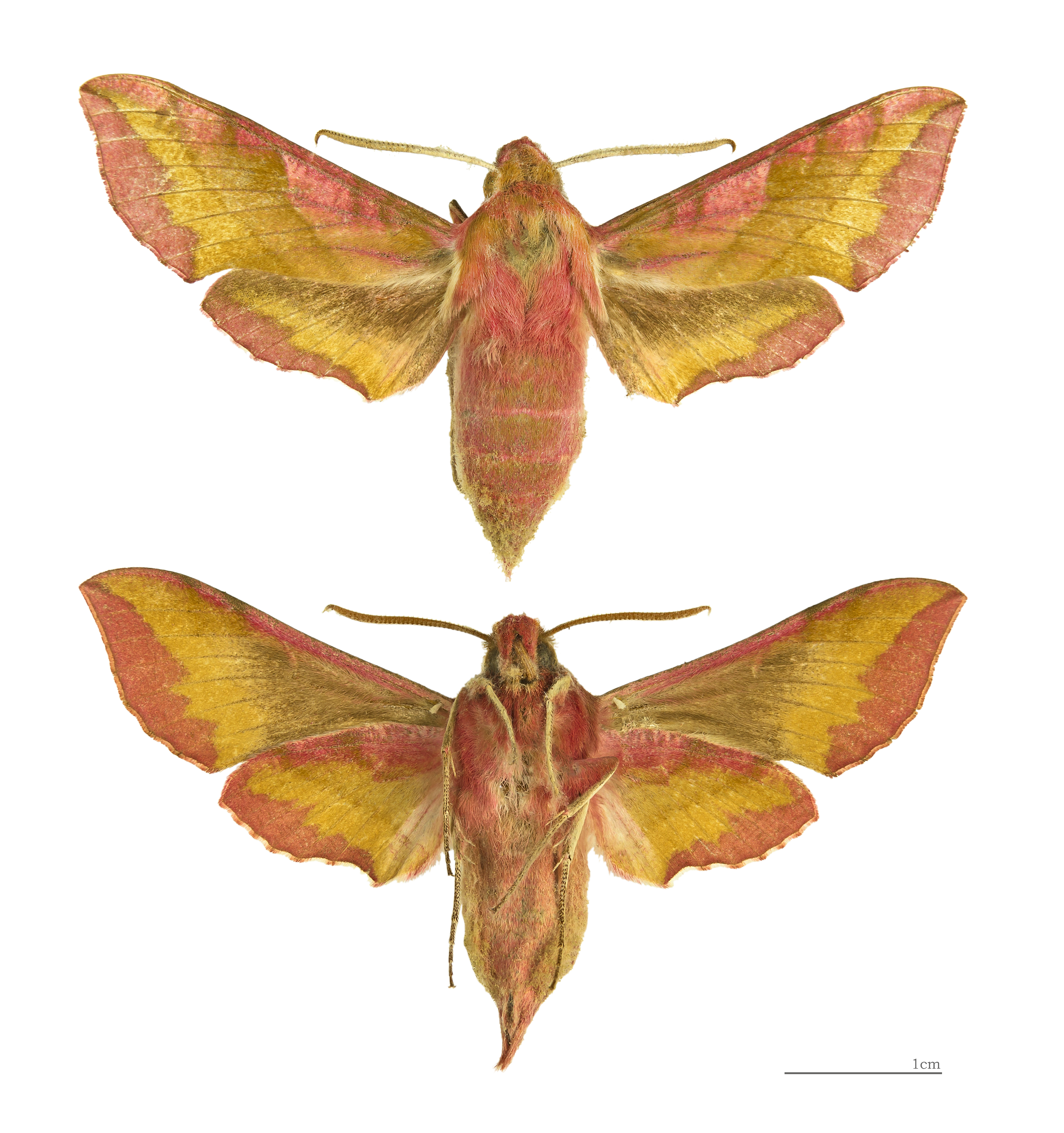
Deilephila porcellus